# (29229) 1992 EE1
(29229) 1992 EE1 là một tiểu hành tinh vành đai chính. Nó được phát hiện bởi Atsushi Sugie ở Dynic Astronomical Observatory Nhật Bản, ngày 10 tháng 3 năm 1992.